# Kotorék
A kotorék (köznyelvben rókalyuk, rókavár vagy borzvár) a borz és a róka rendszerint maga ásta, föld alatti járatrendszere, mely lakóhelyként szolgál. 
Kotorékot más fajok is használnak, így a görények, nyest, vadmacska és kóbor macskák is. Egy-egy kotoréknak általában több kijárata van. A kotorékban élő vagy ott található állatokra történő vadászat a kotorékozás.
Kotorékban élő vad az üregi nyúl is, melynek a kotorékból való kiugrasztására vadászgörényeket használnak. Az üregi nyúl görénnyel való vadászatát görényes vadászatnak vagy görényezésnek nevezik.